# Аль-Халиль аль-Фарахиди
Абу́ Абдуррахма́н аль-Хали́ль ибн А́хмад аль-Фарахиди́ (араб. أبو عبد الرحمن الخليل بن أحمد الفراهيدي‎; около 718, совр. Оман — около 791, Басра, совр. Ирак) — арабский филолог, представитель басрийской языковедческой школы. Создатель методики традиционного арабского языкознания.

## Биография
Его полное имя: Абу Абдуррахман аль-Халиль ибн Ахмад ибн Амр ибн Таммам аль-Фарахиди аль-Азди аль-Яхмади. Родился на юго-востоке Аравийского полуострова, на территории современного Омана. Переехал в Басру, где у ас-Сакафи учился арабскому языку, а также методам его исследования. Изучал литературу, арабский фольклор и стихосложение. Начал работу над созданием первого арабского словаря: «Книги Айна», который довели до конца его ученики. Занимался также криптографией. К 786 создал арабскую систему огласовки: харакат. Среди учеников Халиля ибн Ахмада были Сибавейхи и Аль-Лайс ибн аль-Музаффар.
Об учёности Халиля ибн Ахмада существует много преданий, в частности о нём упоминает Абу Али аль-Мухассин ат-Танухи в своих «Занимательных историях» (глава: Рассказы об аскетах и отшельниках).

## Вклад в науку
- Разработал систему арабского метрического стихосложения — аруд
- Выявил минимальную единицу членения речи — харф
- Разработал арабскую систему огласовки — харакат
- Разработал фонетический принцип построения словаря арабского языка
- Ввёл в арабский алфавит знак хамза

## Труды
Труды самого Халиля ибн Ахмада не сохранились. Мы знаем о них по упоминаниям у других учёных.
- Книга Айна
- Книга об арабском стихосложении
- Китаб аль-Муамма